# Sauris xissa
Sauris xissa är en fjärilsart som beskrevs av Robinson 1975. Sauris xissa ingår i släktet Sauris och familjen mätare. Inga underarter finns listade.